# のってみゅうかー
のってみゅうかー（本渡市街地循環バス）は、熊本県天草市の本渡地区中心市街地にて運行しているコミュニティバスである。2009年10月1日より運行開始。

## 概要
かつては天草諸島の路線バスは戦後においてこれまで複数の乗合事業者で運行されていた路線を産交バスによって一手に引き受けられていた経緯から、重複する路線もかなり多く複雑な路線網を構成していた。2000年代後半において地元自治体との協議の上でバス路線網の見直しに着手し、重複する路線の統廃合などをおこない、これまでの複雑な路線網を整理してわかりやすくするとともに、スクールバスの路線バスへの統合なども行い、通学にも便利なダイヤとした。
これに加えて天草諸島の中心である本渡地区の市街地で空白地となっていたエリアを結ぶ循環バスを新設することになった。これが「のってみゅうかー」である。愛称は、公募によるもので「のってみようか」を意味する方言を意味する。

## 系統

### 現在の運行ルート
右回り
≪本渡バスセンター - 本渡港 - 天草市民センター - 天草中央総合病院 - 太田町 - ここらす（天草市複合施設）≫ - 本渡バスセンター - 栄町 - 諏訪神社入口 - 中央新町 - 船の尾 - 城下 - 馬場 - 箱の水 - 丸尾ヶ丘 - 西の久保公園入口 - 水の平 - 天草拓心高校入口 - ナフコ前 - 八幡町 - 大矢 - 天草警察署総合庁舎前 - 天草市役所前 - 本渡バスセンター
- 1日10便。1周の所要時間は28分。ただし、2便・4便・6便・8便・10便は≪≫内停留所は止まらない。

左回り
※右回りの逆順
- 1日9便。ただし、2便・4便・6便・8便は≪≫内停留所は止まらない。

### 過去の運行ルート
- 北部ルート ： 本渡バスセンター - 中央新町 - 箱の水 - 丸尾町 - 八幡町 - 天草警察署総合庁舎前 - 天草市役所 - 本渡バスセンター
両方向循環。平日・休日かかわらず右回り（表記正順）1日9本、左回り（表記逆順）1日9本で運転。一周の所要時間は20分であった。
- 南部ルート ： 本渡バスセンター→天草市民センター前→天草中央総合病院→本渡港→本渡バスセンター
本渡バスセンター到着後、北部ルートから続けて運行される。
2010年9月1日から運行。片方向循環。1日9便を運行。一周の所要時間は9分。

## 運行会社・運賃
- 産交バス天草営業所が担当する。
- 運賃は、160円均一（大人）。
  - 現金の他、定期券・くまモンのIC CARD・天草乗り放題きっぷ（2日券・3日券）・SUNQパス（全種類）・わくわく1dayパス（熊本県内版のみ）・免許返納割引乗車証・クレジットカード等によるタッチ決済でも利用可能。
  - 運行開始に合わせて、のってみゅうかーを運行するエリア内の一般路線も運賃を100円に値下げしたが、現在は160円に引き上げられている。

## 車両
- 日野・ポンチョが2台使用される。赤と青の2色があり、それぞれ地元出身の画家、鶴田一郎によるハイヤ踊りの女性が描かれているが、2012年10月からは女性の絵柄がシルエットに変更されている。

※車両都合時は小型の一般車両が使用される。